# Los(ge)lassen
Los(ge)lassen ist ein deutscher Spielfilm der Regisseurin Brigitte Drodtloff aus dem Jahr 2021.

## Handlung
Alina lebt in einer WG mit zwei anderen Frauen zusammen. In einer überteuerten Metropole wie München, müssen sich sogar Frauen über Dreißig eine Wohnung teilen, um über die Runden zu kommen. Alina ist hochschwanger und unglücklich. Sie wollte das Kind austragen, obwohl der Mann, den sie liebt, verheiratet und auch noch ihr Chef ist. Alina ist eine graue Maus, mit wenig Mut und noch weniger Selbstvertrauen. Sie steht immer noch unter der Fuchtel ihrer Mutter, bei der sie nicht wohnen kann, weil diese selber in einer Übergangswohnung untergekommen ist. In Alina steckt allerdings mehr Power, als sie selbst ahnt.
Die Wohnung gehört Lucy, einer bekennenden Lebenskünstlerin, die sich mit dem Vermieten von Zimmern in ihrer Wohnung über Wasser hält.
Sie lebt ihre Homosexualität offen aus und benimmt sich öfters hart, weil sie glaubt, das würde man von ihr erwarten. Doch sie spielt sich und den anderen etwas vor.
Die dritte Mitbewohnerin ist Christa, eine ehemalig erfolgreiche Skifahrerin, die nun ein amputiertes Bein hat. Dummerweise hat sie ihr Bein nicht bei einem Skirennen verloren – sonst würde sie von der Versicherung leben. Sie ist betrunken Fahrrad gefahren und blöd gestürzt. Dafür bestraft sie sich mit einem Job als Sekretärin, trinkt nicht mehr und lebt in jeder Hinsicht asketisch.
Da ist noch Lucys neue Flamme: Eine wunderschöne, kluge und vom Leben geprägte junge Frau aus Somalia: Jessica, die noch alle überraschen wird.
Alinas Mutter, Madame Hartmaier, ist das Paradebeispiel einer unbelehrbaren Generation von Frauen, die der Meinung ist, mit einer ordentlichen, deftigen Mahlzeit jedes Problem zu lösen. Ohne Mann ist eine Frau nur halb so viel wert. Deswegen nimmt sie es ihrer Tochter sehr übel, dass sie unverheiratet ein Kind bekommt. Sie ist eine autoritäre Frau, gefangen in ihrer eigenen konservativen Welt, die sie Alina aufdrücken will.
Diese Frauen sind nun aufeinander angewiesen. Denn die Stadt wurde von einem Blitzeis getroffen. Nichts fährt mehr, nichts funktioniert in der gesamten Stadt.
Es kommt unweigerlich zu Auseinandersetzungen in der WG, brodelnde Konflikte, Vorurteile und Vorwürfe flammen auf und die Streitereien eskalieren bis zu handfesten Angriffen. Frauen zerfleischen sich gerne gegenseitig, aber am liebsten sich selbst. Und gerade jetzt platzt Alinas Fruchtblase und sie bekommt akute Wehen. Kein Notarzt ist zu erreichen, keine kann Alina ins Krankenhaus fahren. Was nun? Zu allem Überfluss fällt auch noch der Strom aus. Die Not schweißt die Frauen wieder zusammen. Und gerade Jessica, die junge Frau, von der man am wenigsten hielt, übernimmt das Kommando. Alina kann, dank der Zusammenarbeit aller, ein gesundes Mädchen zur Welt bringen. Ist es auch ein Neuanfang für die sechs Frauen – so wie für die Siebte nun im Bunde, der Neugeborenen?

## Hintergrund
Der Film wurde vom 28. September 2020 bis zum 3. Oktober 2020 in Dießen Am Ammersee und Umgebung gedreht. Er hatte seine Uraufführung am 27. Oktober 2021 bei den Hofer Filmtagen.

## Auszeichnungen
- Toronto International Film Festival 2021 in der Kategorie International Feature[2]
- LadyFilmmakers 2021 in der Kategorie Best Alumni[3]

## Nominierungen
- 55. Internationalen Hofer Filmtagen // Förderpreis Neues Deutsches Kino